# Неспроможна держава

Індекс неспроможних держав, 2023

Неспромо́жна держава (англ. failed state) — це держава, яка не може підтримувати своє існування як життєздатна політична та економічна одиниця. Це також держава, яка стає некерованою й недостатньо легітимною в очах міжнародного співтовариства у зв'язку з розпадом державної влади.
Ряд неспроможних держав: Зімбабве, Гаїті, Сьєрра-Леоне, країни Екваторіальної Африки (Сомалі, Центральноафриканська Республіка, Південний Судан, Демократична Республіка Конго), країни Азії (Афганістан, Ємен).

## Сутність неспроможної держави
Держава починає розпадатися та стає неспроможною при усуненні однієї з ознак держави як суб'єкта міжнародних відносин. Ці ознаки найповніше описані у «Вченні трьох елементів» Георга Еллінека. Згідно з ним, держава як правова «одиниця правоналежності» має територію держави, державний народ і державну владу. У разі якщо один із названих елементів (конститутивний елемент) на тривалий час зникає, це веде до припинення існування держави як суб'єкта міжнародного права.
Існування держави здатне витримати серйозні потрясіння довготривалого характеру. За очевидно встановленої неминучої, остаточної втрати державної влади чи багатьох ознак держави, вона зникає. Проте, при найменших надіях на відновлення державної влади вона не зникає відразу, а стає неспроможною як це трапилось у Сомалі внаслідок розпаду державної влади. У такому випадку держава існує лише як належна або взагалі нездатна функціонувати оболонка. Лише коли остаточно будь-які очікування щодо налагодження більш чи менш ефективної державної влади видадуться безпідставними, спільнота держав вважатиме, що держава припинила своє існування.

## Ознаки неспроможної держави
- втрата контролю над своєю територією, або монополією на законне використання фізичної сили в ньому;
- ерозія законних повноважень, щоб виконувати колективні рішення;
- неможливість надання суспільних послуг;
- неможливість взаємодії з іншими державами як повноправного члена міжнародного співтовариства.

## Причини становлення неспроможної держави
Серед найпопулярніших факторів, що сприяють перетворенню звичайної держави на неспроможну (англ. failed state), автори[джерело?] називають:
- перехід від демократії до автократії й тиранії (утворення вакууму влади);
- погане управління й корупцію, принесені глобальною капіталістичною системою, коли надміру заборговані слабкі держави деградують і втрачають здатність до розвитку;
- внутрішні кризи;
- порушення суверенітету держави.

Тобто всі чинники, які тягнуть за собою розпад державної влади.

## Неспроможна держава і фіаско держави
Слід відрізняти неспроможність держави (Failed state) від фіаско держави (Government failure). Фіаско держави — нездатність уряду забезпечити ефективність у вирішенні проблем, які, можливо, не може вирішити вільний ринок.

## Сомалі як неспроможна держава
Сомалі як держава фактично припинила своє існування, утративши всі атрибути єдиної державності й розпавшись на безліч клаптиків, контрольованих ворогуючими між собою польовими командирами. Ці окремі регіони об'єднані тим, що вони існують на єдиному півострові Сомалі. Саме тому більшість науковців схиляються до думки про те, що Сомалі досі є єдиною, але неспроможною державою.
Окрім того, прибережні води Сомалі — одні з найнебезпечніших у світі. З 1991 року ніким не контрольована внаслідок громадянської війни країна стала гніздом морських піратів. Сомалійські пірати й зараз є великою проблемою для країни, з якою борються в рамках військово-морської місії Євросоюзу «Аталанта», розпочатої в 2008 році, і операції НАТО англ. Ocean Shield, що проводиться з 2009 року.
В 1991—1992 роках внаслідок розвалу всіх соціальних структур у Сомалі вибухнув сильний голод. У грудні 1992 року в рамках операції «Відродження надії» в країну були введені миротворчі сили ООН, покликані захистити працівників організацій від дій місцевих польових командирів, розподілити гуманітарну допомогу.
У випадку розірваного бандитськими війнами й ураженого стражданнями від голоду Сомалі, Об'єднані Нації змушені були з гуманітарних підстав втрутилися з квазіопікунським здійсненням елементарних функцій з підтримки порядку й забезпеченням елементарних функцій життєдіяльності. Для підтримки гуманітарних заходів Рада Безпеки ООН ухвалила проведення операції в Сомалі з військовими спостерігачами й пізніше збільшеною кількістю сил безпеки. Після того, як ці заходи виявилися недостатніми, Рада Безпеки ООН надала повноваження на військове втручання для підтримки заходів допомоги. Спираючись на Главу VII Статуту ООН, Резолюція Ради Безпеки 794 (1992) чітко прирівняла внутрішню ситуацію в Сомалі у зв'язку з перешкодами для гуманітарних заходів до загрози міжнародному мирові й міжнародній безпеці. Спираючись на цю оцінку, Рада Безпеки ООН уповноважила своєю Резолюцією Генерального секретаря Об'єднаних Націй вжити всіх необхідних заходів для того, щоб створити безпечне середовище для реалізації гуманітарних допоміжних заходів.
Вступ Об'єднаних Націй у гуманітарних інтересах у суто внутрішній конфлікт без уповноваження уряду в рамках Глави VII є вираженням нової динаміки в практиці Ради Безпеки ООН. Через супротив локальних воєнних баронів, що потягнув за собою виведення всіх підрозділів до кінця 1995 року, гуманітарна інтервенція Об'єднаних Націй у Сомалі зазнала краху.
Проблеми Сомалі, які ще досі невирішені, викликають увагу й занепокоєння з боку розвинених країн. Сомалі, як бджолиний вулик, який краще не ворушити. Можливо, усвідомивши це, інші країни перестали втручатися в її внутрішні справи. Залишати регіон без зовнішнього контролю вкрай небезпечно. Але встановити цей самий зовнішній контроль поки неможливо. Відсутність суворих інститутів виховання стимулює зростання злочинності. Держава не здатна забезпечити безпеку своїм громадянам.
Темпераментний народ країни також не терпить присутності і втручання сторонніх у їхні внутрішні справи. Можливо, саме тому провалилися операції ООН у Сомалі. Зараз там установлено перехідний уряд. Проте, інституту, який не має фактичної державної влади, буде вкрай важко налагодити ситуацію.
До того ж, Сомалі не може бути суб'єктом міжнародного права в повному обсязі, оскільки її суверенітет є порушеним через недотримання принципу мирного співіснування.